# José Ondina
José Manuel Gómez Ondina (Oviedo, España, 16 de agosto de 1960) es un exfutbolista español que se desempeñaba como defensa.

## Clubes
| Club                       | País   | Año       |
| -------------------------- | ------ | --------- |
| Real Oviedo                | España | 1979-1983 |
| Palencia C. F.             | España | 1983-1984 |
| R. C. Recreativo de Huelva | España | 1984-1986 |